# Portão (Rio Grande do Sul)
Portão is een gemeente in de Braziliaanse deelstaat Rio Grande do Sul. De gemeente telt 30.802 inwoners (schatting 2009).